# Rasíd Rúkí
Rasíd Rúkí (arabul: رشيد روكي); Mohammedia, 1974. november 8. –) marokkói válogatott labdarúgó.

## Pályafutása

### Klubcsapatban
1997 és 1998 között között az SCC Mohammédia csapatában játszott. 1998-ban Spanyolországba szerződött a Sevillához. Egy évvel később az Albacete Balompié igazolta le, ahol szintén egy évet töltött. 2000 és 2006 között a katari Al-Khor játékosa volt. 2006 és 2008 között a szintén katari Umm Salal együttesét erősítette. 2008-ban hazatért Marokkóba az SCC Mohammédiához. 2009 és 2011 között a FUS Rabatban szerepelt.  

### A válogatottban
1998 és 2002 között 18 alkalommal játszott a marokkói válogatottban és 4 gólt szerzett. Részt vett az 1998-as világbajnokságon és a 2002-es afrikai nemzetek kupáján.

## Sikerei, díjai
FUS Rabat
- CAF-konföderációs kupa (1): 2010